# Kobylnice (Svidník)
Kobylnice es un municipio del distrito de Svidník en la región de Prešov, Eslovaquia, con una población estimada a final del año 2024 de 85 habitantes.
Se encuentra ubicado en el centro-norte de la región, cerca del río Ondava (cuenca hidrográfica del río Tisza) y de la frontera con  Polonia.

## Demografía
| Año        | 1994 | 2004 | 2014     | 2024     |
| ---------- | ---- | ---- | -------- | -------- |
| Población  | 100  | 109  | 98       | 85       |
| Diferencia |      | +9 % | −10,09 % | −13,26 % |

| Año        | 2023 | 2024    |
| ---------- | ---- | ------- |
| Población  | 89   | 85      |
| Diferencia |      | −4,49 % |